# Polygala apopetala
Polygala apopetala es una especie de Magnoliopsida del género Polygala, de la familia Polygalaceae, del orden Fabales.

## Taxonomía
Fue descrita científicamente por Brandegee. Fue publicado por primera vez en Brandegee. (1889). In: Proc. Calif. Acad. Sci. 2: 130.